# Market America
Market America — багаторівнева маркетингова компанія заснована в 1992 році Дж. Р. та Лорен Рідінгер. Компанія зі штаб-квартирою в місті Грінсборо, штат Північна Кароліна.  Послуги, що пропонуються компанією, охоплють побутові засоби для чищення, ювелірні вироби, засоби особистої гігієни, догляд за автомобілем, косметику, дієтичні добавки, користувацькі вебсайти, очищувачі води.  

## Історія
Market America була заснована в 1992 році колишнім дистриб'ютором Amway Джеймсом Говардом Рідінгер та його дружиною Лорен Рідінгер.

## Продукти та послуги
Категорії товарів Market America включають здоров'я та харчування (Isotonix), догляд за домом та садом (Snap), догляд за домашніми тваринами (Pet Health), догляд за автомобілем (Autoworks), управління вагою (TLS), особистий догляд (Royal Spa, Fixx, Skintelligence). Послуги включають персональний фінансовий менеджмент (maCapital Resources) та послуги інтернет-маркетингу для малого та середнього бізнесу (maWebCenters). 
Лінійка дієтологічних добавок фірми Isotonix була представлена в 1993 році і включала понад 20 продуктів.

## Бізнес-модель
За даними Market America, вся її продукція виробляється іншими фірмами та продається виключно Market America. Компанія відноситься до фізичних осіб та суб’єктів підприємницької діяльності як до незалежних дистриб'юторів або до "власників бізнесу UnFranchise", які також можуть керувати вебсайтами роздрібної торгівлі під назвою "Партнерські магазини". Окремі дистриб'ютори сплачують стартові та щомісячні збори.